# Amado de Andrés
Amado Philip de Andrés es un abogado español, economista y Representante Regional para África Occidental y Central de la UNODC.

## Trayectoria
En 2004, se incorporó a la ONUD como director de programas en Dakar en la Oficina Regional para África Occidental y Central en Senegal, también se desempeñó como Representante Regional para África Oriental.
El 22 de febrero de 2021, el director ejecutivo de la UNODC, Ghada Waly, nombró al Dr. Amado de Andrés (España) para el cargo de Representante de la Oficina Regional de la UNODC para África Occidental y Central.